# Associação dos Pais e Amigos do Vôlei
L'Associação dos Pais e Amigos do Vôlei è una società pallavolistica maschile brasiliana, con sede a Canoas.
Milita nel massimo campionato brasiliano, la Superliga Série A.

## Storia
L'Associação dos Pais e Amigos do Vôlei viene fondata nel 2011, prendendo subito parte alla Superliga Série B e vincendo il campionato in finale contro la Funvic, ottenendo subito la promozione in Superliga Série A. Nel 2012 vince il primo trofeo della propria storia, grazie al successo nel Campionato Gaúcho. Debutta così nella massima serie nella stagione 2012-13 chiudendo la stagione regolare in sesta posizione e qualificandosi per i play-off scudetto, dove deve però arrendersi dopo tre combattute partite al Serviço Social da Indústria SP.

## Rosa 2013-2014
| N° | Nome                | Ruolo | Data di nascita   | Nazionalità sportiva |
| -- | ------------------- | ----- | ----------------- | -------------------- |
| 1  | Lucas Graciolli     | L     | 27 settembre 1981 | Brasile              |
| 3  | Rafael de Almeida   | P     | 6 maggio 1976     | Brasile              |
| 5  | Enrico Zappoli      | S     | 12 maggio 1995    | Brasile              |
| 7  | Murilo Radke        | P     | 31 gennaio 1989   | Brasile              |
| 8  | Alexandre Monteiro  | S     | 28 novembre 1992  | Brasile              |
| 9  | Bruno Araujo        | S     | 11 febbraio 1986  | Brasile              |
| 10 | Rafael Franco       | C     | 25 ottobre 1989   | Brasile              |
| 12 | Giovanni das Chagas | C     | 21 febbraio 1982  | Brasile              |
| 13 | Gustavo Endres      | C     | 23 agosto 1975    | Brasile              |
| 14 | Jefferson Orth      | L     | 13 dicembre 1977  | Brasile              |
| 15 | Roberto Minuzzi     | S     | 17 agosto 1981    | Brasile              |
| 16 | Luciano Bozko       | S     | 24 novembre 1978  | Brasile              |
| 17 | Thiago Rey          | C     | 15 marzo 1982     | Brasile              |
| 18 | Anderson Menezes    | S/O   | 4 giugno 1978     | Brasile              |
| 20 | Luan Weber          | S/O   | 12 febbraio 1991  | Brasile              |

## Palmarès
- Campionato Gaúcho: 1

2012